# الکسیا شارترو
الکسیا شارترو (فرانسوی: Alexia Chartereau‎؛ زادهٔ ۵ سپتامبر ۱۹۹۸) بازیکن بسکتبال اهل فرانسه است.
وی در مسابقات کشوری و بین‌المللی در مجموع برندهٔ ۳ مدال نقره، ۱ مدال برنز شده‌است.